# Olaya Pérez Pazo
Olaya Pérez Pazo (* 7. Juni 1983 in Caracas) ist eine venezolanische Volleyball- und Beachvolleyballspielerin.

## Karriere
Pazo ist die Tochter eines professionellen Fußballspielers. Zunächst war sie als Volleyballspielerin in der Halle aktiv. Von 1997 bis 1999 gehörte sie zur venezolanischen Nationalmannschaft.
Wegen ihrer Ausbildung an der University of Texas at Arlington spielte sie Beachvolleyball in amerikanischen Ligen. Dabei stand sie auch zusammen mit ihrer Zwillingsschwester Rebeca Pazo und Kendra VanZwieten auf dem Feld. Ihre ersten Auftritte bei der FIVB World Tour hatte sie 2010 mit Alejandra Simon. 2014 spielte sie mit Orquidea Vera beim Grand Slam in Long Beach. Anschließend bildete sie ein Duo mit Norisbeth Isais Agudo Gonzalez. Bis zum Jahresende spielten Pazo/Agudo noch bei den Grand Slams in Stare Jabłonki und São Paulo sowie den Paraná Open. Anfang 2015 schafften sie einen Turniersieg und weitere vordere Platzierungen bei der kontinentalen Tour. Anschließend absolvierten sie diverse Open- und Major-Turniere der World Tour sowie die Grand Slams in Moskau und Sankt Petersburg; ihr bestes Ergebnis war dabei der 17. Rang in Luzern. Das gleiche Ergebnis erreichten die beiden Venezolanerinnen bei der Beachvolleyball-Weltmeisterschaft 2015 in den Niederlanden, als sie als Gruppenzweite in die KO-Runde kamen und gegen die späteren Finalistinnen Lima/Fernanda aus Brasilien ausschieden. Beim Gstaad Major trat Pazo mit Gabriela Brito an; außerdem spielte sie bei der kontinentalen Tour sowie beim Grand Slam in Long Beach sowie bei den Puerto Vallarta Open mit ihrer Schwester. 2016 war sie auf der World Tour und kontinental wieder mit Agudo aktiv. Beim Continental Cup der CSV setzten sich Pazo/Agudo gegen die südamerikanische Konkurrenz durch und qualifizierten sich für die Olympischen Spiele. Hier erreichten sie in der Vorrunde nach einem Sieg und zwei Niederlagen den dritten Platz und schieden anschließend im „Lucky Loser“ Spiel gegen das deutsche Duo Borger/Büthe aus.